# 東郷温泉
座標: 北緯35度28分10.11秒 東経133度53分55.3秒 / 北緯35.4694750度 東経133.898694度
東郷温泉（とうごうおんせん）は、鳥取県東伯郡湯梨浜町にある温泉。昭和初期には鳥取県内で第二の集客力を持つ温泉地だった。

## 泉質
- ナトリウム・カルシウム - 塩化物・硫酸塩泉
  - 源泉温度85 - 94℃[1]

旧泉質表記では硫酸塩泉（含石膏食塩泉）となる。
東郷温泉がある松崎駅前では、水平距離で350メートルほどの狭いエリア内で、基盤となる花崗岩層が深さ300メートルほどの谷を作っている。谷を小鹿川火砕岩層と呼ばれる礫岩層が埋め、さらに洪積層、沖積層がその上にある。温泉の熱源は花崗岩層の余熱と考えられており、花崗岩層、小鹿川火砕岩層、洪積層のそれぞれから温泉源が見つかっている。

## 温泉街
東郷湖畔に大規模な多目的温泉保養施設のゆアシス東郷龍鳳閣があり、その西隣に日本最大の中国庭園燕趙園がある。ゆアシス東郷龍鳳閣の東に旅館街があって昭和時代まで多数の旅館が営業していた。現在は養生館、水明荘（町営の国民宿舎）の2軒が営業している。東郷湖の中央部の湖底からも温泉が湧出しており、湯気が湖面に立ち込めることもある。
2箇所に足湯が設けられており、誰でも利用することができる。東郷羽合臨海公園の足湯では湯の一般販売が行われており、噴水では持参した卵でゆで卵を造ることができる。東郷湖畔公園にも足湯があり、温泉卵コーナーも設けられている。
近年は漫画家の小島功や青山剛昌、マルタのほか、2006年に燕趙園でテレビドラマ「西遊記」のロケが行われたため、主演の香取慎吾をはじめとする多くの出演者が逗留している。
鳥取県が入湯税から算出した調査に拠れば、2000年（平成12年）の入湯客数は年間約58,000人を数えたが、2017年（平成29年）には約27,000人に減少している。なお、1999年（平成10年）以前は、各自治体からの報告値を基に来客数を推計していたが、それにしたがうと東郷温泉の来場者のピークは昭和40年代後半から昭和50年にかけて（1970年代半ば）で、毎年35万人以上が訪れていたとされる。（同じ鳥取県内の温泉では、大抵バブル景気期の昭和末期から平成5年頃がピークである。）
かつては、「レイクホテル東郷(のちに御堂開発に売却されミドーレイクホテル)」という大阪資本の巨大ホテルがあり、山陰随一の規模で話題を集めたが、経営不振1980年代後半に前者が倒産、2000年（平成12年）頃に後者が倒産。長らく廃墟となり当時の温泉地の栄華を象徴する存在であったが、現在は解体され現存していない。

## 歴史
1749年（寛政4年）の文書で温泉の存在が言及されている。当時は湖底に竹筒を差し込み竹樋で取湯する方法がとられており、1843年（天保14年）には、上浅津村（現・湯梨浜町上浅津）の住人が鳥取藩に汲み上げの許可を得たほか、安政期には腰痛対策として用いられていたことを示す文書が遺されている。

### 東郷温泉の発祥
近代では、1868年頃（明治元年）に温泉の利用が始まり、1872年（明治5年）に龍湯島に浴槽が設けられた。地元の豪農が東郷川の河口の左岸（旧・引地村）の湖畔に源泉を開発し、「養生館」という別荘を建て、村民に開放したが、1884年（明治17年）に養生館は旅館業を営むようになった。明治末期には、山陰本線の開通と松崎駅の開業によって、年間1万人の客を集めるようになり、「東郷温泉」として定着した。養生館には昭和初期に志賀直哉が訪れ、短編『鳥取』に養生館が登場する。養生館は現在も温泉旅館として営業している。

### 松崎温泉の発祥
大正初期には周辺で温泉掘削ブームが起きた。同時期には田山花袋の『日本一周』など旅行書が相次いで刊行されて日本国内旅行人気が高まり、学術調査も行われて、大正後期には松崎駅に近い東郷川の右岸で46℃の新しい温泉源が見つかった。これを受けて旅館が新たに続々と誕生した。これらの新しい旅館は「松崎温泉」を名乗り、まもなく東郷温泉と松崎温泉の名前が文献に載るようになった。

### 「東郷」へ統合
松崎温泉が誕生してからまもなく、東郷温泉（養生館）と松崎温泉で組合を設立し、「東郷温泉・松崎温泉組合」と名乗った。1939年（昭和14年）の『日本温泉大鑑』によれば、当時の年間宿泊客数は旅館全7軒あわせて約62,000人で、鳥取県内では三朝温泉（20軒、約8万人）に次ぐ2位だった。
松崎駅や松崎温泉がある東郷川右岸の湖畔の狭いエリアは、江戸時代には交通と軍事の要衝として「松崎宿」を形成し、明治になってからも「松崎村」として独立した自治体だった。一方、東郷温泉（養生館）をはじめ周囲は小村が合併して「東郷村」を形成していた。1951年に松崎村と東郷村が合併して「東郷松崎町」となり、さらに2年後（1953年）に近隣の村を合併して「東郷町」となった。これ以来、温泉の名称は「東郷温泉」に一本化されるようになった。
明治から昭和にかけて、温泉を訪れた有名人は多く、政界からは大隈重信、後藤新平、尾崎行雄、下村海南、文壇からは前述の田山花袋、志賀直哉のほか、小泉八雲、生田春月、幸田露伴などが訪れたとされている。

## 周辺
- 金山嶺橋
- はわい温泉 - 東郷湖の対岸にある温泉
- 打吹玉川（重伝建）

## アクセス
- 鉄道 : 山陰本線松崎駅下車すぐ、または倉吉駅（特急停車駅）から車で10分。
- 自動車 : 山陰自動車道泊東郷インターチェンジより鳥取県道22号倉吉青谷線経由で10分弱、あるいは米子自動車道湯原インターチェンジより国道313号・鳥取県道22号を経由し約60分。